# Arumer Zwarte Hoop
El Arumer Zwarte Hoop (en frisón occidental: Swarte Heap) fue un ejército de rebeldes campesinos y mercenarios en Frisia que lucharon contra las autoridades de los Habsburgo de 1515 a 1523. Durante cuatro años tuvieron éxito bajo el antiguo granjero Pier Gerlofs Donia. Liderados por su teniente Wijerd Jelckama desde 1519, poco a poco perdieron terreno y fueron capturados y ejecutados en 1523.

## Historia

### Origen
El líder era el granjero Pier Gerlofs Donia, cuya granja había sido incendiada y cuyos parientes habían sido asesinados por un regimiento de la Banda Negra que se encontraba merodeando por lo contornos. Como el regimiento había sido empleado por las autoridades de los Habsburgo para reprimir la guerra civil de los Vetkopers y los Schieringer, Donia culpó a estas autoridades. Después de esto reunió a campesinos enojados y algunos nobles de Frisia y Gelderland y formó el «Arumer Zwarte Hoop».

### Éxito

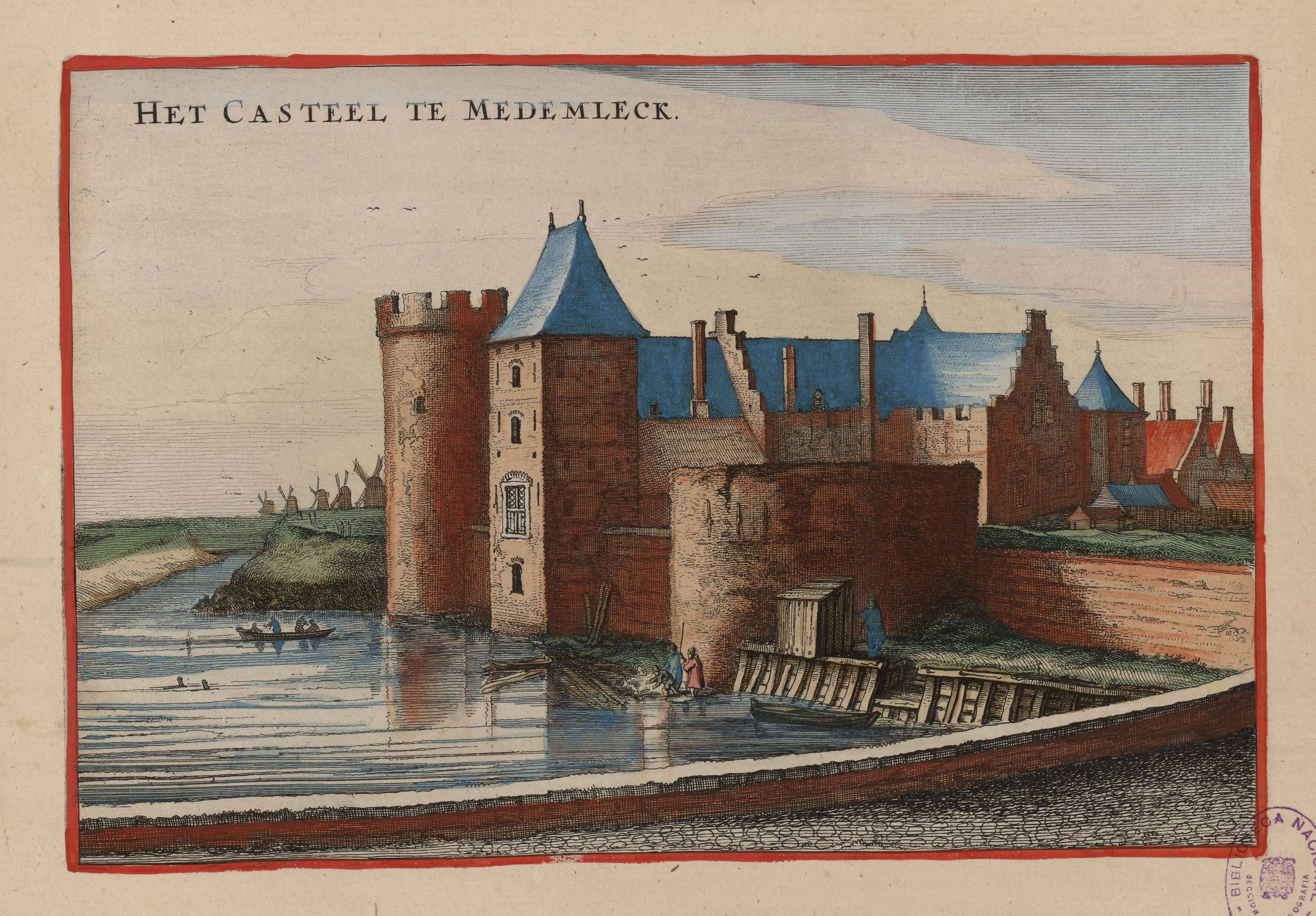
El castillo de Medemblik atacado por el Arumer Zwarte Hoop en 1517.

Bajo el liderazgo de Donia (apodado el «Muelle Greate» por su tamaño), emplearon tácticas de guerrilla y lograron varias victorias como el asedio exitoso de dos castillos holandeses y la ciudad de Medemblik. Donia también atacó a los barcos que viajaron por Zuiderzee y estuvo muy activo en 1517, cuando utilizó sus «naves de señal» para atacar barcos en la región de la costa oeste de Frisia, a la que también transportó fuerzas Geldrian, desde el entorno de Geldernque los dejó en tierra en Medemblik. Donia tenía una enemistad personal con Medemblik y sus habitantes ya que, en años anteriores, los soldados de Medemblik habían cooperado con el ejército holandés comandado por el duque Carlos, el futuro emperador. Donia hundió 28 barcos holandeses, lo que le valió el título de «Cruz de los holandeses».
Los rebeldes también recibieron apoyo financiero de Carlos II, duque de Güelders, que reclamó el Ducado de Güelders en oposición a la Casa de Habsburgo. Carlos también empleó mercenarios bajo el mando de Maarten van Rossum en su apoyo. Sin embargo, cuando las mareas se volvieron contra los rebeldes después de 1520, Carlos les retiró su apoyo. Perdiendo su apoyo financiero, los rebeldes ya no podían permitirse pagar a su ejército mercenario. Casi al mismo tiempo, el Arumer Zwarte Hoop también perdió a su líder. En 1519, la salud de Donia se deterioró. Se retiró a su granja donde murió en 1520. Fue enterrado en Sneek en la Groote Kerk del siglo XV; (también llamado Martinikerk).

### Derrota
El teniente de Donia, Wijerd Jelckama, tomó el mando de sus fuerzas, que entonces contaban con más de 4000 soldados. Jelckama también logró algunas victorias menores, pero demostró ser un comandante menos competente y lentamente perdió hombres. Jelckama y sus soldados se permitieron actos de piratería y saquearon muchas aldeas en las tierras de Frisia, perdiendo la confianza y el apoyo de su propia gente. El hecho de que Jelckama fuera menos carismático también le costó: forjó alianzas menos fructíferas y perdió más de lo que ganó. Después de una serie de derrotas, él y el resto del ejército frisón fueron capturados en 1523. Jelckama y los restantes rebeldes frisones y güeldres fueron decapitados, poniendo fin a la rebelión.